# Hödingen (Überlingen)
Hödingen ist ein Ortsteil der Großen Kreisstadt Überlingen im westlichen Bodenseekreis im südlichen Baden-Württemberg. Der Ort liegt etwa drei Kilometer nordwestlich von Überlingen.

## Geographie

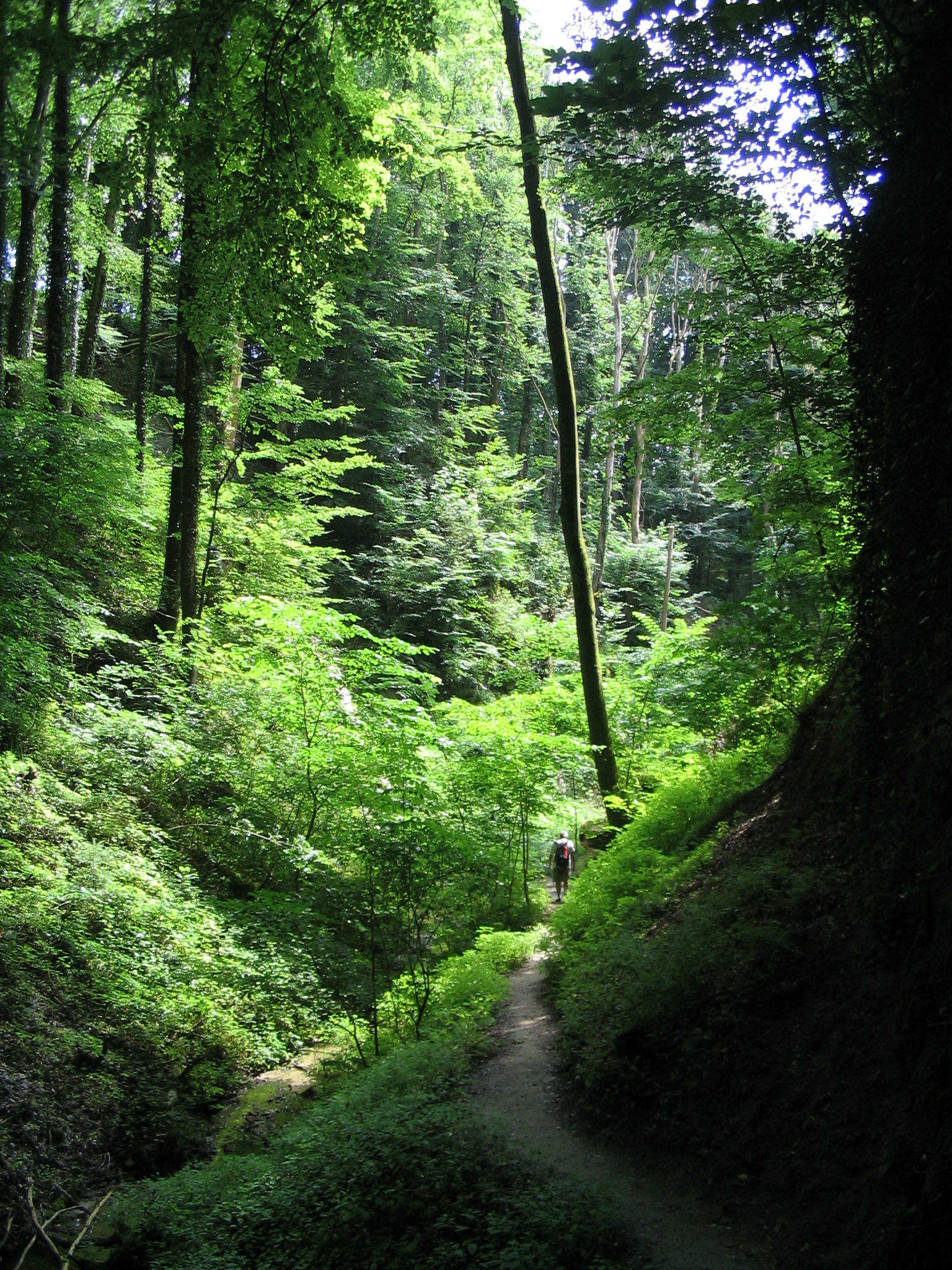
Hödinger Tobel

Das Dorf Hödingen befindet sich zwischen mehreren Naturschutzgebieten: dem Hödinger Berg bzw. dem Spetzgarter Tobel im Osten, dem Hödinger Tobel und teilweise dem Sipplinger Dreieck im Westen (wobei die beiden Tobel zu den ältesten Naturschutzgebieten Deutschlands zählen). Im Südwesten bzw. Süden grenzt Hödingen (nach dem Ausläufer des Hödinger Tobels) an einen, teilweise senkrecht abfallenden Fels, der aus dem für den Überlinger See typischen Molassesandstein besteht. Das Naturschutzgebiet Katharinenfelsen schließt sich hier an, dort liegt die sog. Gletschermühle (obwohl es sich eigentlich um einen Gletschertopf handelt) und am Fuße der Felswand der Bereich, an denen sich über Jahrhunderte hinweg die Goldbacher Heidenhöhlen befanden. Nördlich von Hödingen verläuft die Bundesstraße 31n (Stockach – Überlingen).
Zur 286 Hektar großen Gemarkung Hödingens gehört der Länglehof und das Schloss Spetzgart. Bis auf die Gemeinde Sipplingen im Westen (mit Süßenmühle im Süden) ist Hödingen komplett von Überlingen umschlossen. Die folgenden Überlinger Ortschaften oder Wohnplätze grenzen an Hödingen (nördlich im Uhrzeigersinn): Hohenlinden, Höllwangen, Brachenreute, Goldbach und Brünnensbach am Bodenseeufer.

## Geschichte
Mehrere Hügelgräber in der Nähe des Dorfes deuten auf eine frühzeitliche Besiedlung in der Hallstattzeit hin. Ein Burgstall (Bürgle) in der Nähe der heutigen Kirche zeigt, dass sich hier schon mindestens vor dem 13. Jahrhundert eine Burg befand. Hödingen selber wurde im Jahr 1242 erstmals erwähnt (als Hedingen; abgeleitet vom Personennamen Hedo). Das Dorf geriet 1297 in den Besitz der Johanniterkommende Überlingen und ab 1396 in den des Konstanzer Spitals. Ein Ramsberger Hof und ein Hof des Konstanzer Domkapitels sind im Dorf seit dem 14. Jahrhundert nachgewiesen, später auch ein Hof des Klosters Petershausen. Im Dreißigjährigen Krieg wurde Hödingen niedergebrannt.
Die Niedere Gerichtsbarkeit lag seit jeher bei Konstanz, die hohe bis um 1779 bei der Grafschaft Heiligenberg (Fürstenberg), seitdem bei der Reichsstadt Überlingen. 1803 wurde Hödingen zur eigenständigen Gemeinde im badischen Bezirksamt Überlingen (ab 1939 Landkreis). Seit den 1950er und 1960er Jahren vergrößerte sich der Ort durch Neubaugebiete.
Gemeinsam mit Nesselwangen wurde Hödingen zum 1. Juli 1974 nach Überlingen eingemeindet.
2017 feierte der Ort 775 Jahre Hödingen.

## Politik
Wie bei allen anderen in den 1970er Jahren durch die Gemeindereformen nach Überlingen eingemeindeten Orte, wurde auch in Hödingen das Amt des Bürgermeisters und des Gemeinderats durch einen Ortsvorsteher und Ortschaftsrates ersetzt. Derzeitiger Ortsvorsteher ist Martin Kessler.

### Wappen
Das Wappen Hödingens zeigt in Silber ein blaues Wolkenbord, in der Mitte ein großes schwarzes H in Fraktur.

### Einwohnerentwicklung
Die Zahlen von 1852 bis 1970 beruhen auf Volkszählungsergebnissen.
| Jahr          | 1852 | 1871 | 1880 | 1890 | 1900 | 1910 | 1925 | 1933 | 1939 | 1950 | 1956 | 1961 | 1970 | 2014  | 2018  |
| Einwohnerzahl | 335  | 314  | 328  | 301  | 274  | 309  | 297  | 345  | 344  | 427  | 469  | 497  | 500  | 805   | 793   |
| Quelle        |      |      |      |      |      |      |      |      |      |      |      |      |      | [ 4 ] | [ 5 ] |

## Kirchen

### St. Bartholomäus

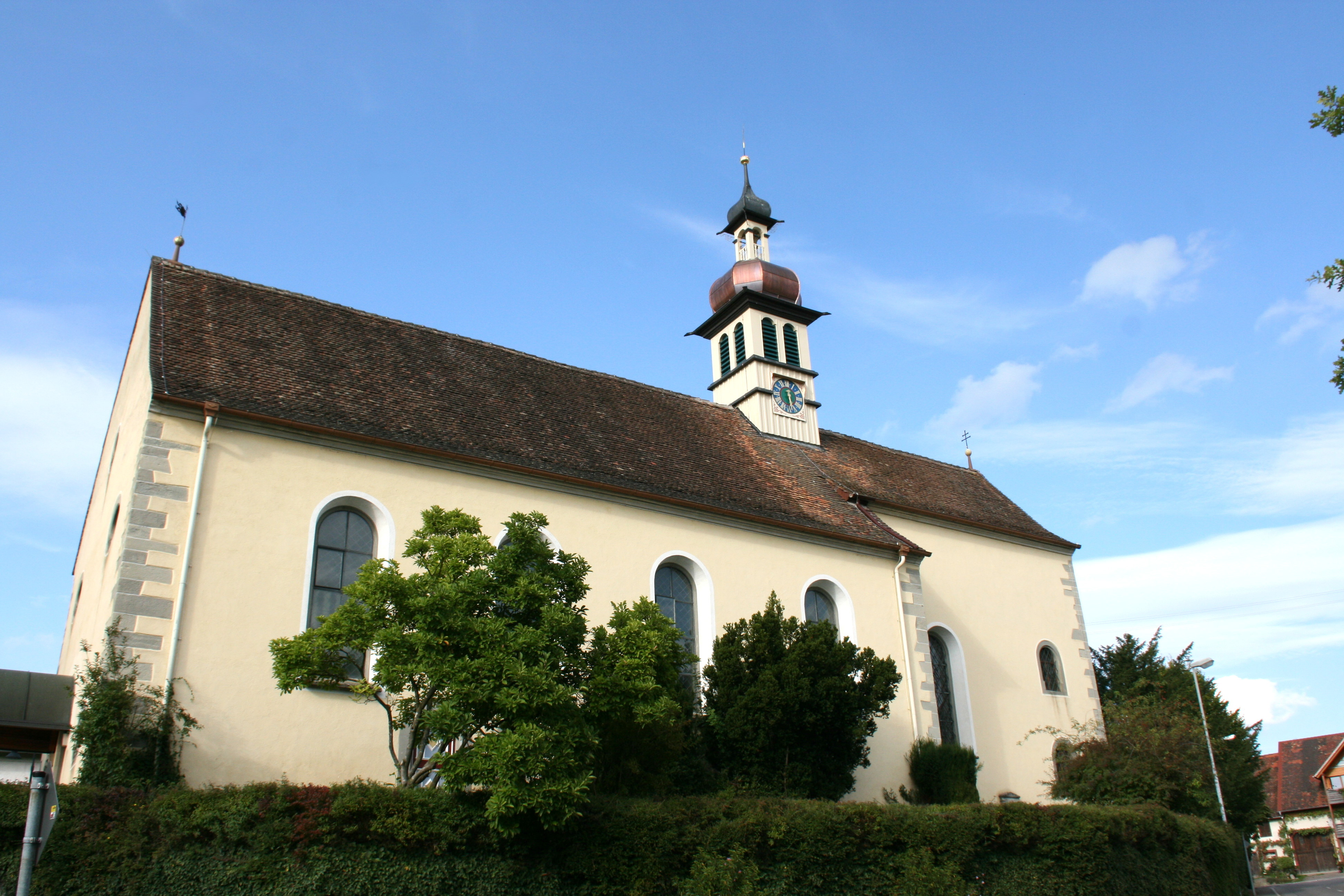
St. Bartholomäus in Hödingen

Als Filiale von St. Michael in Aufkirch wurde die Hödinger Kirche 1343 erstmals genannt. Bis 1557 war sie unter der Kollatur des Deutschen Ordens auf der Mainau, danach Filiale des Überlinger Münsters St. Nikolaus.
Nachdem Hödingen samt Kirche im Dreißigjährigen Krieg niederbrannte, entstand durch einen Kapuzinerpater, durch Spenden finanziert, ein Neubau als Marien-Wallfahrtsort.
Durch das Konstanzer Spital wurde 1684/85 ein abermaliger Neubau der Kirche errichtet, die als St. Bartholomäus geweiht wurde (1687 zweite Weihe zu Ehren Mariens). Die Wallfahrt erreichte im 18. Jahrhundert ihren Höhepunkt, 1785 wurde St. Bartholomäus zur eigenen Pfarrei.

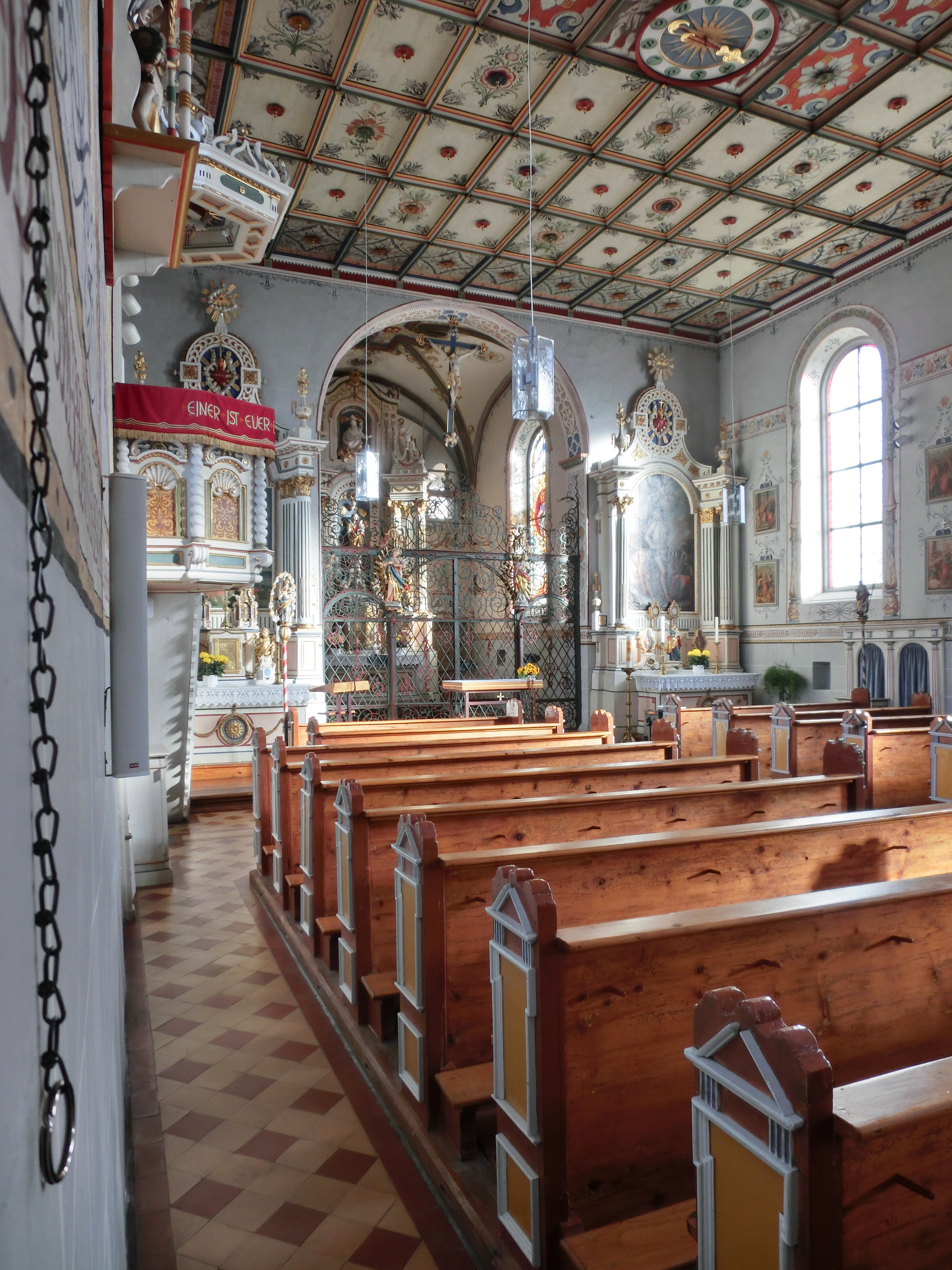
Innenraum der Kirche

Heute ist St. Bartholomäus Teil der Pfarrei Sipplingen. Bis zum Ortsfest 775 Jahre Hödingen im Jahr 2017 wurde die Kirche samt Umfeld umfassend renoviert bzw. neugestaltet.

#### Architektur
St. Bartholomäus entstand im Stil der Spätrenaissance als Saalkirche mit Rechteckchor. Der stattliche Bau ist mit großen Rundbogen- und kleineren ellipsenförmigen Fenstern ausgestattet. Die Kirche verfügt über keinen Turm, sondern über einen mehrstufigen Dachreiter mit Zwiebeldächern.

## Wirtschaft und Infrastruktur
Die Hödinger Ortsmitte ist immer noch sehr landwirtschaftlich geprägt, obwohl der Tourismus im Ort immer mehr an Aufschwung gewinnt.

### Verkehr
Vor der Zufahrt von der Kreisstraße 7786 auf die B 31n dient die Abzweigung der K 7772 als Hauptzufahrt nach Hödingen.
Hödingen ist an den Bodensee-Oberschwaben Verkehrsverbund (bodo) angeschlossen und mit der Bus-Linie zum Überlinger Ortsteil Bonndorf oder dem Anruf-Sammel-Taxi zu erreichen.

## Bildungseinrichtungen
Im Ort befindet sich eine Grundschule samt Turnhalle.

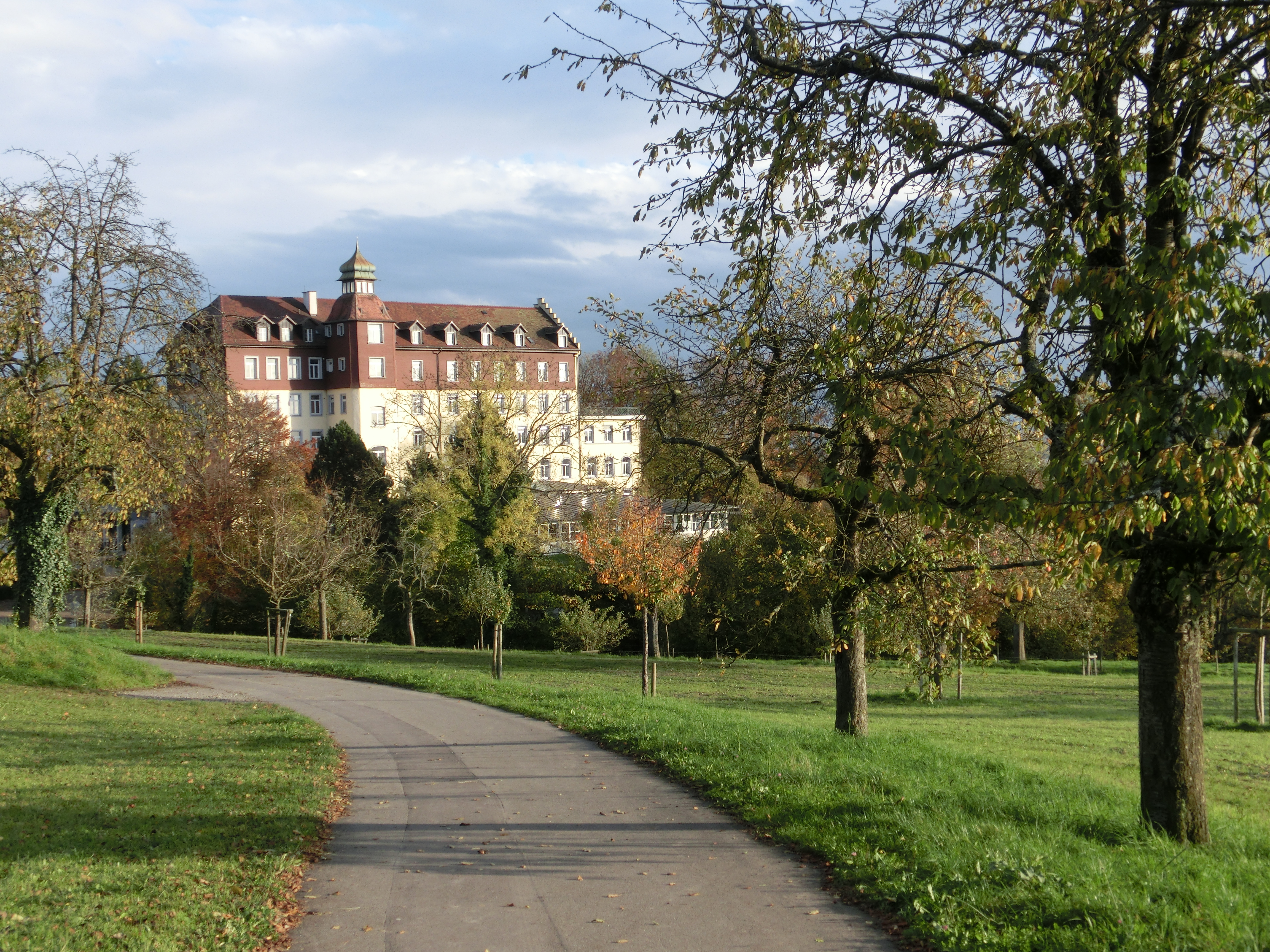
Schloss Spetzgart

Südöstlich von Hödingen befindet sich im Schloss Spetzgart seit 1928 eine Außenstelle der Schule Schloss Salem (Salem Kolleg), unweit des Campus Härlen bei Überlingen jenseits des Spetzgarter Tobels.

## Sonstiges
Als Mitglied in der Narrenvereinigung Hegau-Bodensee (in der Landschaft Linzgau), finden mit der „Narrengesellschaft Hödingen“ regelmäßig Veranstaltungen der Schwäbisch-alemannischen Fastnacht statt.
Im Herbst findet seit 1991 jährlich die Veranstaltung Hödinger Besenwirtschaften statt, die von den örtlichen Vereinen betrieben werden.
Bei Hödingen wird durch das Artenschutzprojekt „Waldrappteam“ die Aufzucht und Vorbereitung zur Auswilderung von Waldrappen betrieben.